# Stazione di Potenza Picena-Montelupone
Stazione di Potenza Picena-Montelupone vasútállomás Olaszországban, Marche régióban, Potenza Picena településen.

## Vasútvonalak
Az állomást az alábbi vasútvonalak érintik:
- Ancona–Lecce-vasútvonal

## Kapcsolódó állomások
A vasútállomáshoz az alábbi állomások vannak a legközelebb: 
- Stazione di Civitanova Marche-Montegranaro
- Stazione di Porto Recanati